# Vangarda Nazonalista Galega
Vangarda Nazonalista Galega va ser un petit partit polític independentista gallec que fou creat el 25 de juliol de 1933.

## Història
Format al voltant de Álvaro de las Casas i alguns dissidents del Partit Galleguista, desencantats amb l'aturada autonòmica causada pel govern radical-cedista de la Segona República, es va donar a conèixer el 25 de juliol de 1933 per mitjà del seu òrgan d'expressió Máis!, que paradoxalment estava en castellà. Máis! només publicà un nombre i no es coneixen activitats del partit posteriors a 1934.